# Archidiocèse de Tucumán
L’archidiocèse de Tucumán (en latin : archidioecesis Tucumanensis ; en espagnol : arquidiócesis de Tucumán) est un archidiocèse métropolitain de l'Église catholique en Argentine. Il ne faut pas le confondre avec l'archidiocèse de Córdoba également en Argentine dont l'ancien nom était diocèse de Tucumán.

## Territoire

Archidiocèse de Tucumán
Suffragants

Il comprend huit départements de la province de Tucumán : Burruyacú, Capital, Cruz Alta, Famaillá, Lules, Tafí Viejo, Trancas et Yerba Buena. Il gère aussi la paroisse de Bella Vista (es) dans le département de Leales et la paroisse de Tafí del Valle dans le département homonyme (Le reste de ce département est dans la prélature territoriale de Cafayate). Son territoire a une superficie de 10 996 km2 divisé en 49 paroisses.
Le siège archiépiscopal est dans la ville de San Miguel de Tucumán où se trouve la cathédrale Notre-Dame-de-l'Incarnation ainsi que les basiliques mineures de Notre-Dame de la Merci (es) et de Notre-Dame du Rosaire.

## Histoire
Le diocèse de Tucumán est érigé le 15 février 1897 par la lettre apostolique In Petri Cathedra du pape Léon XIII en prenant une partie de territoire cédée par le diocèse de Salta (aujourd'hui archidiocèse de Salta).
Il se sépare d'une partie de son territoire le 25 mars 1907 pour l'érection du diocèse de Santiago del Esteroet le 21 janvier 1910 pour l'établissement du diocèse de Catamarca.
À l'origine suffragant de l'archidiocèse de Buenos Aires, il intègre la province ecclésiastique de l'archidiocèse de Santa Fe (aujourd'hui archidiocèse de Santa Fe de la Vera Cruz) le 20 avril 1934. 
Il est élevé au rang d'archidiocèse métropolitain le 11 février 1957 par la constitution apostolique Quandoquidem adoranda du pape Pie XII avec le diocèse de Santiago del Estero comme suffragant.
Il cède de nouveau une partie de son territoire le 12 août 1963 pour l'érection du diocèse de Concepción. 
Par la lettre apostolique Praesidium Deiparae du 29 novembre 1963, le pape Paul VI reconnaît que la Vierge Marie vénérée sous le vocable de Notre-Dame de la Merci est la patronne principale de l'archidiocèse. 
Il donne encore du territoire le 8 septembre 1969 pour la création de la prélature territoriale de Cafayate.

## Évêques et archevêques
évêques
- Pablo Padilla y Bárcena (8 février 1898 - 22 janvier 1921)
  - Sede vacante (1921-1923)
- Barnabé Piedrabuena (11 juin 1923 - 17 décembre 1928)
- Agustín Barrere M.I.C (16 janvier 1930 - 29 février 1952)
- Juan Carlos Aramburu (28 août 1953 - 11 février 1957) devient archevêque de Tucumán

archevêques
- Juan Carlos Aramburu (11 février 1957 - 14 juin 1967)
- Blas Victorio Conrero (3 février 1968 - 7 juillet 1982)
- Horacio Alberto Bózzoli (19 janvier 1983 - 30 décembre 1993)
- Raúl Arsenio Casado (15 juin 1994 - 8 juillet 1999)
- Luis Héctor Villalba (8 juillet 1999 - 10 juin 2011)
- Alfredo Horacio Zecca (10 juin 2011 - 9 juin 2017)
- Carlos Alberto Sánchez depuis le 23 août 2017